# Кирьят-Экрон
Кирьят-Экрон (ивр. קריית עקרון‎) — посёлок городского типа, расположенный на прибрежной равнине в центральной части Израиля. Местный совет.
Кирьят-Экрон назван в честь библейского Экрона, крупного филистимлянского города.

## История
Кирьят-Экрон был основан в 1948 году как Кфар-Экрон. После войны новые иммигранты из Болгарии и Йемена поселились в оставленных домах. В ноябре 1948 года на землях современного Кирьят-Экрона были созданы два лагеря репатриантов: Акир и Гиват-Бреннер. В 1953 году частью Кфар-Экрона был официально сделан лагерь Акир, а в 1955 году — лагерь Гиват-Бреннер. С 1954 по 1963 годы Кфар-Экрон был в подчинении регионального совета Гиват-Бреннер. В 1963 году название посёлка было изменено на Кирьят-Экрон и он стал независимым местным советом.

## Население
По данным Центрального статистического бюро Израиля, население на начало 2020 года составляло 11 001 человек.
99 % населения были евреями, соотношение мужчин и женщин — 1:1. Среднемесячная заработная плата в 2000 году по данным статистического бюро составляла 4296 шекелей при средней по стране — 6835 шекелей.
| 1955 | 1961 | 1972 | 1983 | 1995 | 2005 | 2006 | 2010  | 2016  |
| ---- | ---- | ---- | ---- | ---- | ---- | ---- | ----- | ----- |
| 3000 | 3800 | 4200 | 4100 | 6900 | 9800 | 9900 | 12247 | 10747 |

В Кирьят-Экроне расположен крупнейший в Израиле торговый центр Bilu Centre. Центр был построен в конце 1990-х годов на земле, на которой раньше росли цитрусовые рощи.

## Города-побратимы
- Акрон (США)[4]

## Фотогалерея

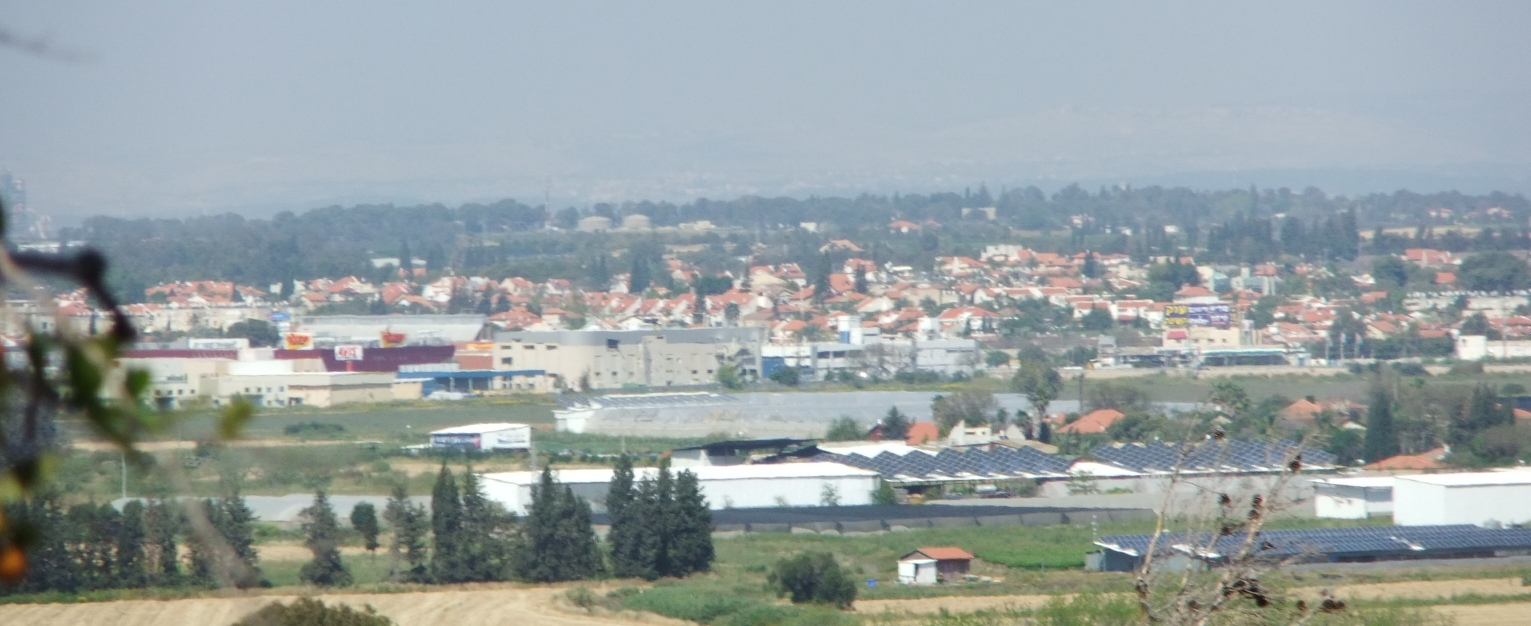
Кирьят-Экрон
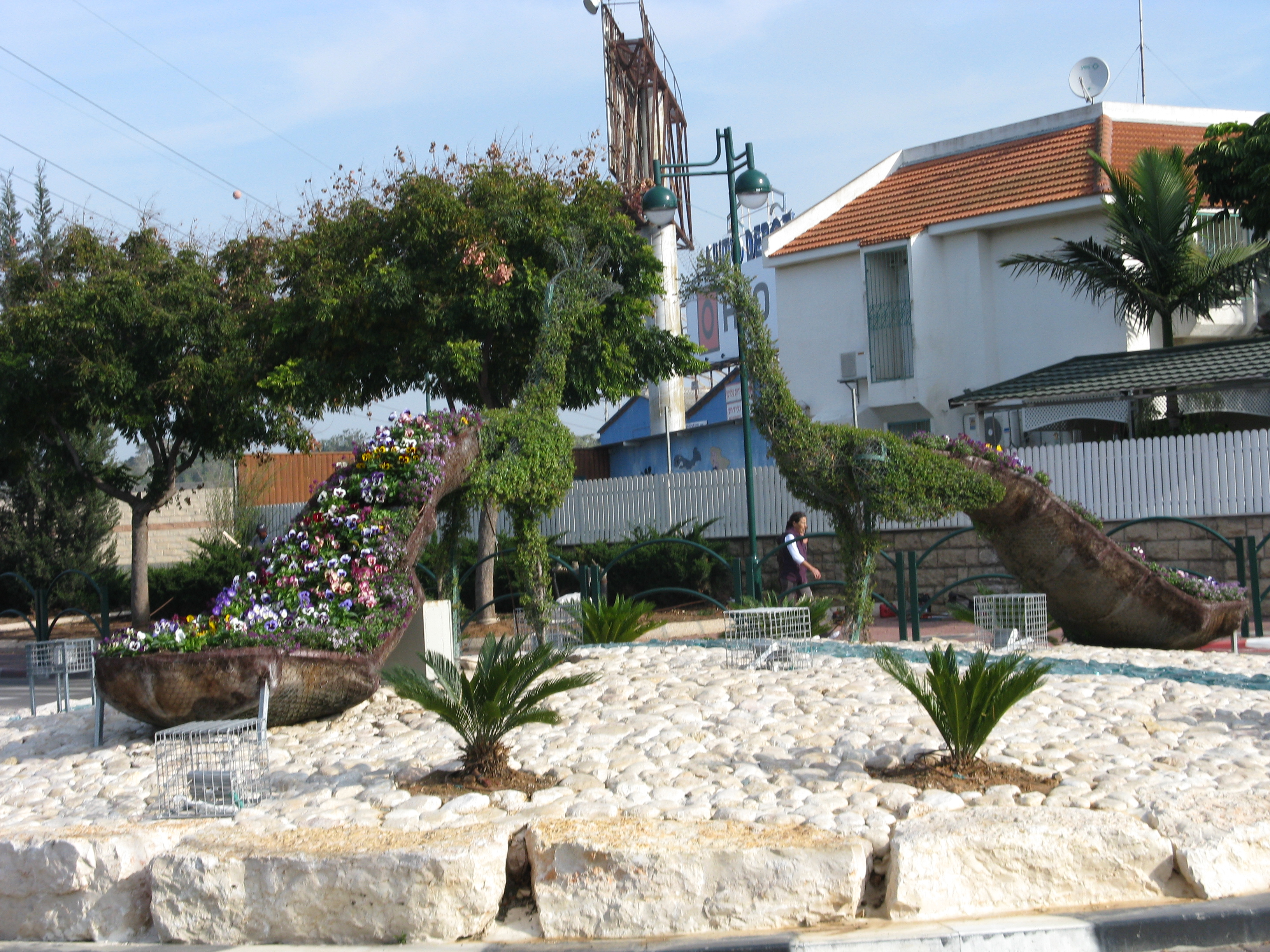
Площадь на въезде в Кирьят-Экрон
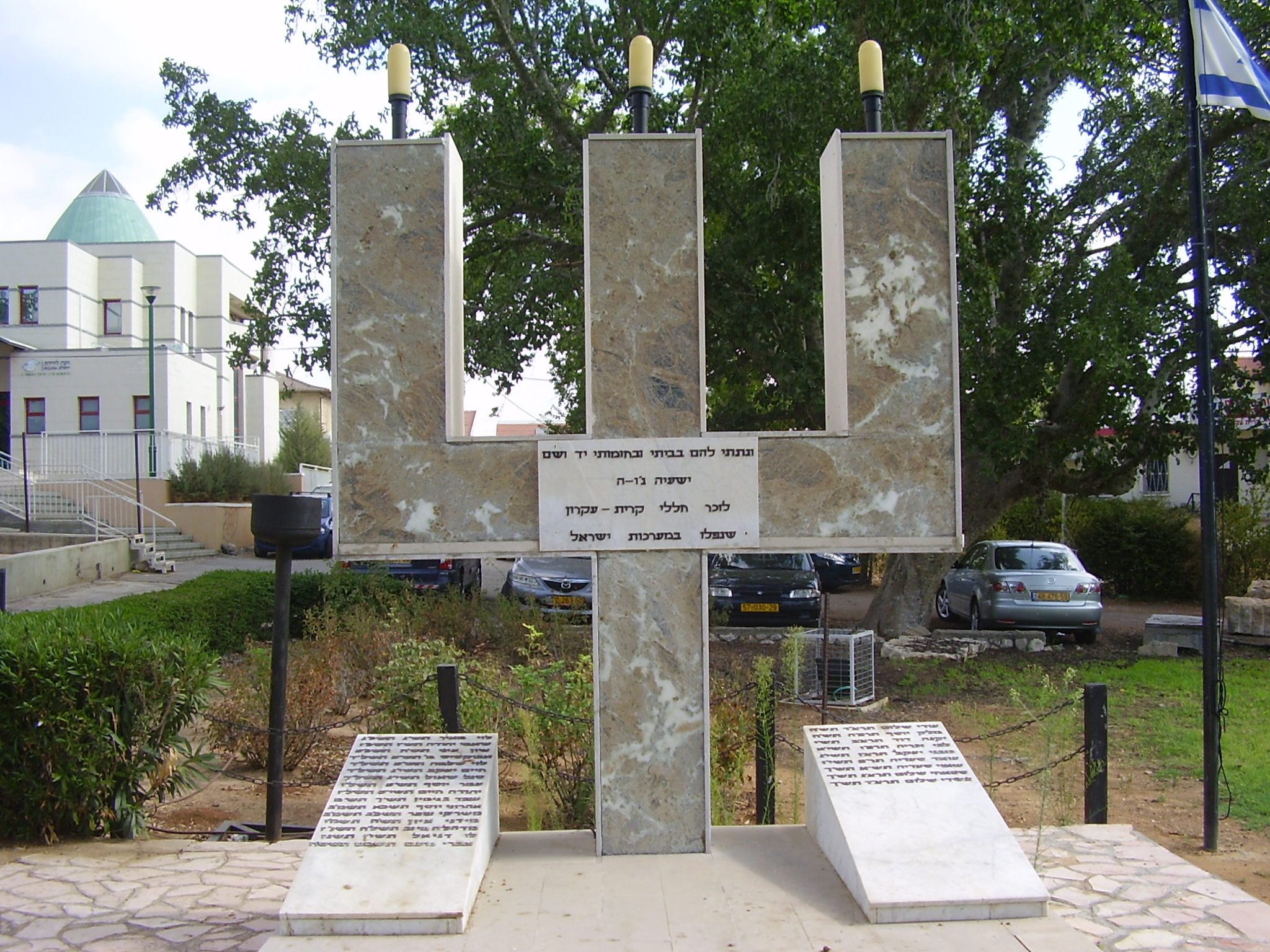
Военный памятник
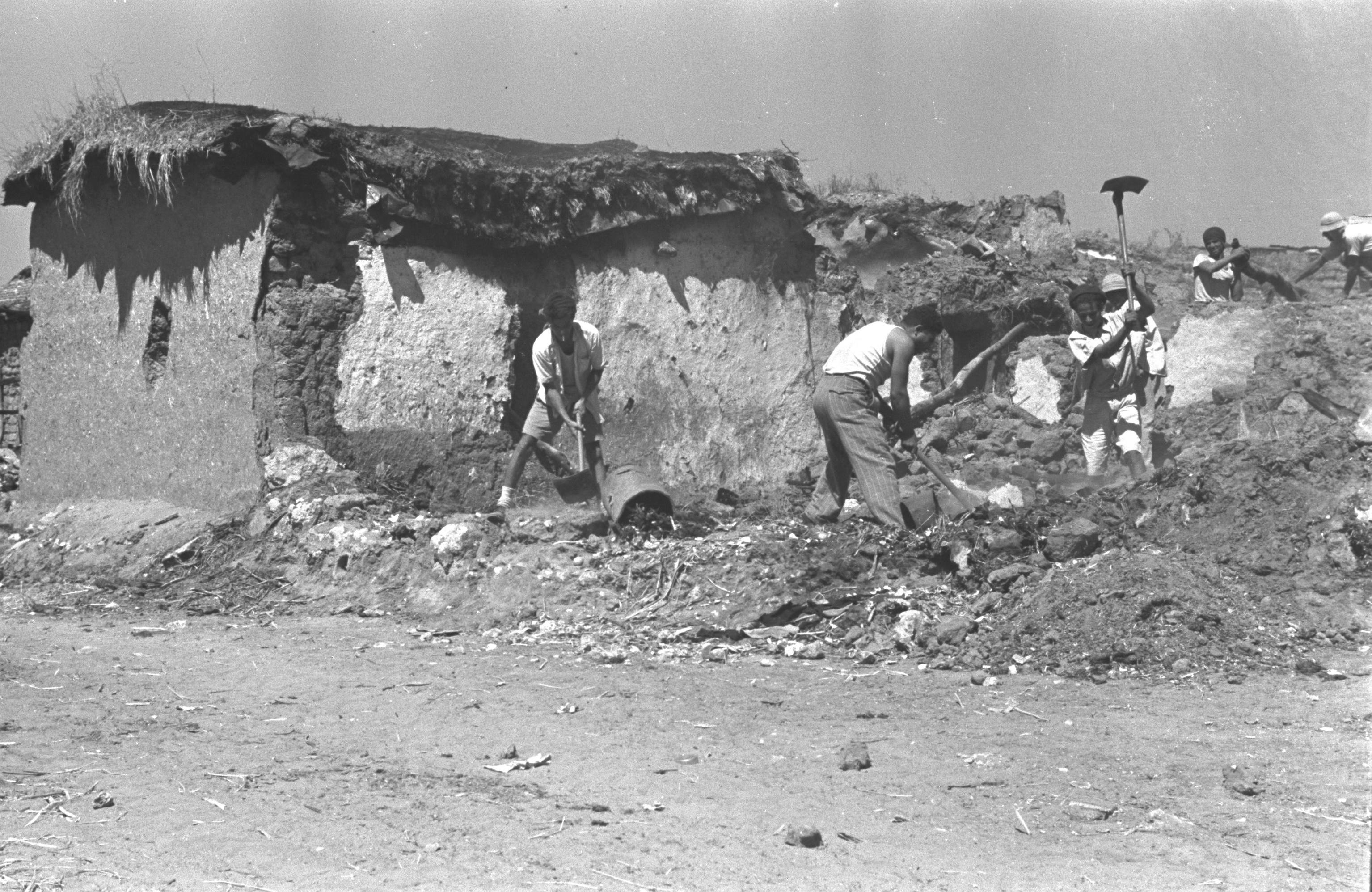
Акир, 1949 год